# Dresky (Adelsgeschlecht)
Dresky, auch: Dresky und Merzdorf, ist der Name eines schlesischen Uradelsgeschlechts.

## Geschichte
Das Geschlecht wurde mit Dresko, Kämmerer des Herzogs Heinrich VI. von Breslau, am 10. Mai 1261 zuerst urkundlich genannt. Die Stammreihe beginnt mit dem Landrichter Herzogs Heinrich von Falkenberg und Erbherr auf ½ Geppersdorf, Albertus Dresko (urkundlich 1383). 1497 erscheint als Zeuge der in Diensten Herzog Kasimir II. von Teschen stehende Oberst-Hauptmann Caspar Dreske. 1607 war Caspar von Dresky und Merzdorf auf Mittel Peilau im Weichbild Reichenbach begütert und 1666 bzw. 1673 der Burggraf Caspar von Dresky und Merzdorf auf Janschdorf und Nieder-Sappraschin im Fürstentum Oels. 1724 fungierte Hans Christoph von Dresky und Merzdorf auf Ober-Stradam und Paulwitz als Landes-Deputierter und Hofgerichtsbesitzer der Herrschaft Groß Wartenberg. 1904 hat die Familie das sächsische Indigenat erhalten.

## Besitzungen (Auswahl)
- Geppersdorf (14. Jahrhundert)
- Mittel-Peilau (18. Jahrhundert)
- Dobrischau (18. Jahrhundert)
- Ober-Stradam (bis 1786)
- Gräditz (seit 1720)
- Faulbrück (seit 1740)
- Kreisau (1772–1867)
- Altschammendorf (19. Jahrhundert)
- Starkow (1926–1936)

## Angehörige
- Johann Christoph von Dresky (1662–1739), kursächsischer Generalleutnant
- NN von Dresky, 1766–1789 Landrat im Kreis Schweidnitz, Erbherr auf Ober-Gräditz[3]
- Hanns George von Dresky (1728–1812), 1768–1796 Landrat im Kreis Reichenbach[4]
- Rudolf von Dresky (1740–1810), preußischer Salzfaktor und Postmeister in Glatz
  - Rudolf von Dresky (1776–1852), preußischer Generalmajor
- Josepha von Dresky (1779–1845), ⚭ Friedrich Wilhelm von Funck (1774–1830), preußischer Generalmajor
- Amalie von Dresky (1788–1859), ⚭ August Wilhelm von Neumann-Cosel (1786–1865), preußischer General der Infanterie
- Friedrich von Dresky, bis 1845 Landrat im Kreis Frankenstein
- Hermann von Dresky (1806–1852), Herr auf Birkholz, Ober-Gräditz und Nieder-Faulbrück
  - Eugen von Dresky (1831–1892), preußischer Generalmajor
  - Gotthardt von Dresky (1844–1912), preußischer Generalleutnant
  - Erich von Dresky (1850–1918), deutscher Vizeadmiral
    - Ida von Dresky (1897–1974), ⚭ Hermann von Bredow (1893–1954), deutscher Konteradmiral
- Julius von Dresky und Merzdorf (1818–1899), preußischer General der Artillerie
- Friederike von Dresky (1821–1878), Mutter von Maximilian Gritzner (1843–1902), deutscher Heraldiker
- Marie von Dresky (1824–1847), ⚭ Ferdinand von Natzmer (1815–1868), preußischer Generalmajor
- Melanie von Dresky (1833–1924), Stiftsdame im Jena’schen Fräuleinstift[5]
- Gustav Adolf von Dresky (1835–1910), deutscher Turnpädagoge

## Wappen
Das Wappen zeigt in Blau einen springenden silbernen Wolf, der eine Gans im Rachen hält. Auf dem Helm mit blau-silbernen Decken der Wolf wachsend.